# Ланглебен, Саломон
Саломон Ланглебен (пол. Salomon Langleben, ивр. סלומון לאנגלבן‎, 1862, Варшава — 8 февраля 1939, там же) — русский и польский шахматист еврейского происхождения.

## Биография
После окончания школы уехал из Варшавы. Некоторое время провел в Париже, участвуя в деятельности кафе «Café de la Régence». Позже уехал в Северную Америку. Среди его постоянных противников в то время были восходящие звезды американских шахмат Ф. Маршалл и У. Непир. Также он сыграл много партий с известными американскими политиками, в частности, с будущим президентом США Т. Вудро Вильсоном. Высшее достижение Ланглебена в американский период карьеры — победа в турнире в Баффало (1894).
В конце 1890-х гг. Ланглебен вернулся в Варшаву и на протяжении еще 20 лет участвовал в местных турнирах и всероссийских соревнованиях любителей. В 1900 году он выиграл турнир Варшавского общества любителей шахмат. Ланглебен особенно часто играл с Я. Клечиньским и Я. Копчиньским.
Ланглебен был известен в варшавских шахматных кругах под прозвищем Американец.
После Первой Мировой войны Ланглебен отошел от активной практики и играл преимущественно легкие партии в кафе. Только в 1924 году он принял участие в турнире Варшавского общества любителей шахмат, а через год свел вничью с К. Макарчиком.
Хотя Ланглебен не имел официального мастерского звания, после смерти в некрологах его называли «старейшим шахматным мастером в Польше».

## Спортивные результаты
| Год         | Город     | Соревнование                               | + | − | = | Результат | Место |
| ----------- | --------- | ------------------------------------------ | - | - | - | --------- | ----- |
| 1894        | Баффало   | Турнир американских шахматистов            |   |   |   |           | 1     |
| 1900        | Варшава   | Турнир Варшавского общества шахматной игры |   |   |   |           | 1—2   |
| 1908        | Варшава   | Турнир четырех шахматистов                 |   |   |   |           | 4     |
| 1909        | Варшава   | Турнир варшавских шахматистов              |   |   |   |           | 2     |
| 1910        | Варшава   | Турнир варшавских шахматистов              |   |   |   |           | 3     |
| 1911        | Петербург | Всероссийский турнир любителей             |   |   |   |           | 4—5   |
| 1911 / 1912 | Варшава   | Турнир варшавских шахматистов              |   |   |   |           | 4     |
| 1912        | Лодзь     | Турнир польских шахматистов                |   |   |   |           | 4—5   |
|             | Либава    | Всероссийский турнир любителей             |   |   |   |           | 8—10  |
| 1913        | Петербург | Всероссийский турнир любителей             |   |   |   |           | 4—5   |
| 1917        | Варшава   | Турнир варшавских шахматистов              |   |   |   |           | 2     |
| 1924        | Варшава   | Турнир Варшавского общества шахматной игры |   |   |   |           | 8—9   |
| 1925        | Варшава   | Матч с К. Макарчиком                       |   |   |   | ничья     |       |